# Front Runner : Le Scandale
Pour plus de détails, voir Fiche technique et Distribution.
Front Runner : Le Scandale ou Candidat favori au Québec (The Front Runner) est un film biographique américain coécrit, coproduit et réalisé par Jason Reitman, sorti en 2018. Il s'inspire de la vie de l'homme politique américain Gary Hart, basée sur l'ouvrage All the Truth Is Out: The Week Politics Went Tabloid de Matt Bai.

## Synopsis
Gary Hart, ancien sénateur américain du Colorado, est le candidat du Parti démocrate aux élections présidentielles de 1988. Cependant, un scandale d'adultère va éclabousser sa vie privée et sa carrière professionnelle.

## Fiche technique
- Titre : Front Runner : Le Scandale (vidéo)
- Titre québécois : Candidat favori
- Titre original : The Front Runner
- Réalisation : Jason Reitman
- Scénario : Matt Bai, Jason Reitman et Jay Carson, d'après l'ouvrage All the Truth Is Out: The Week Politics Went Tabloid de Matt Bai
- Direction artistique : Steve Saklad
- Décors : Cameron Beasley
- Costumes : Danny Glicker
- Photographie : Eric Steelberg
- Montage : Stefan Grube
- Musique : Rob Simonsen
- Production : Helen Estabrook, Aaron L. Gilbert et Jason Reitman
- Sociétés de production : Columbia Pictures, Stage 6 Films, Bron Studios, Right of Way Films et Creative Wealth Media
- Sociétés de distribution : Columbia Pictures (États-Unis) ; Sony Pictures Releasing France (France)
- Pays d’origine :  États-Unis
- Langue originale : anglais
- Format : couleur
- Genre : biographie
- Durée : 113 minutes
- Dates de sortie : 
  - États-Unis : 31 août 2018 (Festival du film de Telluride) ; 21 novembre 2018 (sortie nationale)
  - France : 16 janvier 2019

## Distribution
- Hugh Jackman (VF : Xavier Fagnon) : Gary Hart
- Vera Farmiga (VF : Ivana Coppola) : Oletha « Lee » Hart
- Kaitlyn Dever (VF : Leslie Lipkins) : Andrea Hart
- Sara Paxton (VF : Barbara Kelsch) : Donna Rice (en)
- J. K. Simmons (VF : Jean Barney) : Bill Dixon
- Mamoudou Athie (VF : Xavier Thiam) : A. J. Parker
- Molly Ephraim (VF : Véronique Desmadryl) : Irene Kelly
- Josh Brener (VF : Hervé Rey) : Doug Wilson
- Mike Judge (VF : Olivier Chauvel) : Jim Savage
- Kevin Pollak (VF : Frédéric Souterelle) : Bob Martindale
- Ari Graynor (VF : Marion Valentine) : Ann Devroy
- Mark O'Brien (VF : Benjamin Gasquet) : Billy Shore
- Alex Karpovsky (VF : Stéphane Roux) : Mike Stratton
- Toby Huss (VF : Laurent Morteau) : Billy Broadhurst
- Tommy Dewey (en) (VF : Damien Ferrette) : John Emerson
- Spencer Garrett (en) (VF : Mathieu Buscatto) : Bob Woodward
- Nyasha Hatendi (en) : Roy Valentine
- Stephanie Allynne : la productrice
- Steve Zissis (VF : Xavier Béja) : Tom Fiedler
- Chris Coy (VF : Sylvain Agaësse) : Kevin Sweeney
- John Bedford Lloyd
- Bill Burr : Pete Murphy
- Courtney Ford : Lynn Armandt
- Jennifer Landon (en) (VF : Nathalie Spitzer) : Ann McDaniel
- Steve Coulter (es) (VF : Yann Guillemot) : Bob Kaiser
- Frank Welker : effets sonores d'animaux

 Source et légende : version française (VF) sur RS Doublage

## Production
Le tournage a lieu à Atlanta et Savannah enGeorgie.

## Accueil

### Accueil critique
Sur l'agrégateur américain Rotten Tomatoes, le film récolte 60 % d'opinions favorables pour 221 critiques. Sur Metacritic, il obtient une note moyenne de 61⁄100 pour 44 critiques.
En France, le site Allociné propose une note moyenne de 3,2⁄5 à partir de l'interprétation de critiques provenant de 19 titres de presse.
Dans les avis positifs, on trouve :
- Le Parisien : « Le film montre brillamment comment la presse a jugé que son devoir était de faire connaître au public la vie intime d’un candidat à la présidence ».
- Télérama : « Un effervescent brouhaha qui rappelle le style d’Aaron Sorkin (notamment la série À la Maison-Blanche), mélange d’analyse du fonctionnement politique et de dialogues à la mitraillette ».

### Box-office
| Pays ou région    | Box-office     | Date d'arrêt du box-office | Nombre de semaines |
| ----------------- | -------------- | -------------------------- | ------------------ |
| États-Unis Canada | 2 000 105 $    | 20 décembre 2018           | 6                  |
| France            | 13 229 entrées | -                          | -                  |
| Total mondial     | 3 078 860 $    |                            |                    |